# Stan Applebaum
Stanley Seymour „Stan“ Applebaum (* 1. März 1922 in Newark (New Jersey); † 23. Februar 2019) war ein US-amerikanischer Pianist, Komponist, Arrangeur und Orchesterleiter.

## Leben und Wirken
Applebaum hatte mit sieben Jahren Musikunterricht; sein erstes Arrangement schrieb er mit zwölf. Zunächst trat er in Nachtclubs auf; während des Zweiten Weltkriegs war er als Musiker bei den Special Services als Orchesterleiter eingesetzt und arrangierte für die United States Army Band. In den Nachkriegsjahren war er weiterhin als Arrangeur, Leiter von Studioorchestern und auch als Komponist tätig (u. a. „Sound/World“, „Toboggan Ride“ und „Cool Mule“); Bekanntheit erlangte er durch sein Streicherarrangement von Ben E. Kings Song „Stand by Me“. Für seine Kompositionen und Arrangements erhielt Applebaum eine Reihe von Auszeichnungen; so war er an 35 Top-Ten-Hits und mehreren Nummer-1-Singles beteiligt; u. a. arbeitete er in den 1960er-Jahren neben Ben E. King („Souvenir de Mexico“) auch mit Neil Sedaka („Calendar Girl“), Sam Cooke, The Drifters („Save the Last Dance for Me“), The Coasters, Connie Francis („Jealous of You“), Bobby Vinton („There! I’ve Said It Again“), Sammy Davis, Jr., Brian Hyland („Sealed with a Kiss“) und Brook Benton („Somewhere in the Used to Be“). Unter eigenem Namen legte er 1962 die Easy-Listening-Single „Bye Bye, Love/Karin's Theme“ bei Warner vor, 1963 die LP Hollywood's Bad But Beautiful Girls.
Neben Beiträgen zur Pop- und Jazzmusik schrieb er Musik für mehrere Orchester, wie die New York Pops, für die er fast 15 Jahre als erster Arrangeur und Orchestrator tätig war. Im Bereich des Jazz war er zwischen 1958 und 1965 an neun Aufnahmesessions beteiligt, u. a. für Bobby Hackett (Blues with a Kick, 1958), LaVern Baker, das Vokalensemble The Zeniths (Makin' the Scene, 1960), Cal Tjader (Breeze from the East, 1963) und das Glenn Miller Orchestra (Ghost Band unter Leitung von Ray McKinley).